# آرثر جونسون (لاعب كرة قدم)
آرثر جونسون (بالإنجليزية: Arthur Johnson)‏ (1 يناير 1886 في المملكة المتحدة - ) هو لاعب كرة قدم بريطاني (وحمل سابقاً جنسية المملكة المتحدة لبريطانيا العظمى وأيرلندا) في مركز الوسط. لعب مع شيفيلد يونايتد ونادي ساوثيند يونايتد ونادي غيلينغهام.